# A Capital da Solidão
A capital da solidão  - Uma história de São Paulo das origens a 1900  é um livro escrito pelo jornalista Roberto Pompeu de Toledo e publicado pela Editora Objetiva em 2003 que conta a história de fundação da cidade de São Paulo.
No decorrer dos três primeiros séculos, São Paulo era uma cidade isolada do centro do poder político e econômico do país, posição revertida na segunda metade do século XIX, quando o café começa a produzir riquezas. Na passagem para o século XX, data-limite do livro, São Paulo transforma-se na metrópole de todas as raças e culturas, como se mantém até os dias atuais. 